# Shelocta
Shelocta és una població dels Estats Units a l'estat de Pennsilvània. Segons el cens del 2000 tenia 127 habitants.

## Demografia
Segons el cens del 2000, Shelocta tenia 127 habitants, 53 habitatges, i 35 famílies. La densitat de població era de 490,3 habitants/km².
Dels 53 habitatges en un 26,4% hi vivien nens de menys de 18 anys, en un 54,7% hi vivien parelles casades, en un 11,3% dones solteres, i en un 32,1% no eren unitats familiars. En el 32,1% dels habitatges hi vivien persones soles l'11,3% de les quals corresponia a persones de 65 anys o més que vivien soles. El nombre mitjà de persones vivint en cada habitatge era de 2,4 i el nombre mitjà de persones que vivien en cada família era de 2,97.
Per edats la població es repartia de la següent manera: un 26% tenia menys de 18 anys, un 5,5% entre 18 i 24, un 28,3% entre 25 i 44, un 22,8% de 45 a 60 i un 17,3% 65 anys o més.
L'edat mediana era de 40 anys. Per cada 100 dones de 18 o més anys hi havia 84,3 homes.
La renda mediana per habitatge era de 44.167$ i la renda mediana per família de 45.833$. Els homes tenien una renda mediana de 25.000$ mentre que les dones 17.292$. La renda per capita de la població era de 16.763$. Cap de les famílies i l'1,6% de la població estaven per davall del llindar de pobresa.

## Poblacions més properes
El següent diagrama mostra les poblacions més properes.